# 逢田梨香子
逢田梨香子（日语：／ Aida Rikako）是日本的女性聲優，東京都出身。血型O型。賢Production所屬。舊藝名為伊藤梨花子（日语：／ Itō Rikako）。

## 人物
小學2年級到5年級時，隨著母親的留學前往美國加利福尼亞洛杉磯居住。在前往美國之前，她是一個不敢在課堂中舉手表達自己意見的孩子，而美國四年的海外生活成為了她成長的重要契機，「從好的面向而言，我變得不會因為小事而動搖了。」
「伊藤梨花子」時代為FROM FIRST PRODUCTION所屬。
曾在母親的要求下學習柔道，但本人表示不擅長，因為不適應道場嚴厲的訓練而曾試圖翹掉柔道課，而母親在發現之後會守在道場門口，以確認她有確實出席。在柔道訓練時，曾因被過肩摔而造成右腳腕挫傷，而道場的老師表示「只是這種程度的傷而已，給我振作一點」，也因此沒有去醫院治療。後來在個人節目中表示，在演唱會或彩排的隔天右腳腕都會疼痛。。
興趣是欣賞電影與音樂，喜歡懸疑電影及恐怖電影，喜歡吃酸性食物，喜歡在吃咖哩或拉麵時加醋。
座右銘是「初志貫徹」，最珍惜的話語則是「一期一會」以及「Life is gambling」。
當時取藝名“逢田”是因為“逢”这个漢字有相遇之意，田字則是自己喜歡便加上去了。
因為憧憬聲優喜多村英梨的音樂曲風及配音演技，讓她也想成為一名聲優歌手。另，在2017年10月的動畫「鬼燈的冷徹」(第二季)，逢田和喜多村英梨皆有出演，在劇中亦有互動。
高中畢業後並未繼續升學，而是兼差打工準備進入養成所。雖然有過一些演技相關的經驗，但她表示:「既然我決定要成為聲優，那我需要一個能確實打好基礎的地方」。後來進入了賢Production(即後來事務所)所創辦的養成所。2015年，在準備進入事務所的時候，成功在LoveLive!系列的「LoveLive! Sunshine!!」中以櫻内梨子一角錄取，開始了做為Aqours成員的活動。此外，2014年還在養成所時，在「パックワールド」（飾演ゴースト）中首次以聲優的身分亮相。
2017年3月3日，在Aqours浦の星女学院生放送中得知，她在Aqours的1st演唱會《LoveLive! Sunshine!! Aqours First LoveLive! 〜Step! ZERO to ONE!!〜》的3個月前從未接觸過鋼琴，為了在演唱會中演奏《想いよひとつになれ》的鋼琴伴奏而從零開始學習鋼琴。在演唱會Day2演奏《思念合而為一吧》開場時，因彈琴的失誤而當場落淚，演唱會也一度暫停，隨即她在其他成員上前安慰及粉絲的賣力支持下迅速振作，曲子重新開始後順利地完成了鋼琴伴奏。本人在事後透過個人Instagram向粉絲們說明及道歉。而之後在節目《Aqours 東京ドームへの道 ～想いよひとつになれ～》談到此事時，她表示已走出這個陰霾並且能迎接全新的挑戰。
2019年3月14日宣布以个人身份出道，出道作为電視動畫《川柳少女》片尾曲《ORDINARY LOVE》。
2022年11月25日，所屬事務所發表新型冠狀病毒PCR檢測呈陽性。2022年12月1日療養結束，預計於12月2日恢復工作。
2024年8月21日，以VTuber「りきゃこ」的身份在Youtube進行初配信。

## 演出作品
※粗體字為主要角色。

### 電視動畫
2014年
- Pac-World（幽靈、派對客人們、小孩）【伊藤梨花子名義】
- 幕末Rock【伊藤梨花子名義】

2015年
- Concrete Revolutio～超人幻想～（小孩）

2016年
- 我的英雄學院（勝己的友人）
- 甲鐵城的卡巴內里（一之進、鯖、民人）
- Concrete Revolutio～超人幻想～ THE LAST SONG（立花、女性車掌、影進之進）
- Love Live! Sunshine!!（櫻內梨子[6]）
- 超時空要塞Δ（人們）

2017年
- Love Live! Sunshine!! 第二季（櫻內梨子）
- 重啟咲良田（世良佐和子）
- 青春歌舞伎（愛）
- 調教咖啡廳（女高中生）
- 鬼燈的冷徹 第貳期（兒時鬼燈、丁）
- 無論何時我們的戀情都是10厘米。（學生A）

2018年
- POP TEAM EPIC（瑪麗小姐、伊代）
- 妖怪手錶 光影之卷（リコ）

2019年
- Animation x Paralympic：誰是你的英雄？（茜）
- 川柳少女（大月琴[7]）
- 戰×戀（早乙女四乃[8]）

2020年
- 毛球剛次郎（女服務生）
- 隱瞞之事（千田奈留）

2021年
- 裝甲娘戰機（璃子）
- 真白之音（立樹優奈）
- 白沙的Aquatope（宮澤風花[9]）
- 歌劇少女！！（小園桃[10]）

2022年
- 骸骨騎士大人異世界冒險中（菲爾娜）
- BLEACH 千年血戰篇（虎島志穗）

2023年
- 幻日夜羽 -鏡中暉光-（梨子[11]）

2024年
- 亦葉亦花（神崎柊[12]）

2025年
- 黑岩目高不把我的可愛放在眼裡（津保姐）

### 劇場版動畫
2019年
- Love Live! Sunshine!! 學園偶像電影～彩虹彼端～（櫻内梨子[13]）
- 甲鐵城的卡巴內里 海門決戰（深雪）

2021年
- 劇場編輯版《隱瞞之事 秘密之事是什麼？》（千田奈留）

### 雜誌企劃
- Love Live! Sunshine!!（2015年4月－，櫻内梨子

### 遊戲
2014年
- 超女神信仰諾瓦露 激神黑心（普娜）（伊藤梨花子名義）

2016年
- Love Live! 學園偶像祭（櫻內梨子）
- 白貓Project（ケイ）獅劍3.0 槍

2019年
- Crash Fever（櫻內梨子）
- Love Live! 學園偶像祭 ALL STARS（櫻內梨子）

2020年
- 萊莎的鍊金工房2 ～失落傳說與秘密妖精～（潔菲娜・柏杜安）

2023年
- LoveLive! 學園偶像祭 2 MIRACLE LIVE!（櫻內梨子）

### 電影吹替
- 環太平洋2：起義時刻（2018年、Cadet Meilin）
- 憤怒鳥玩電影2：冰的啦！（2020年、艾拉）
- 神駒賈魯普（2021年、Raphaëlle Dalio）※BS電視版本
- 驚聲尖叫（2022年、塔拉·卡本特）
- 龍與地下城：盜賊榮耀（2023年）

### 廣播
- （2018年 - 2019年）
- （2019年 - ）[14]
- （2019年）
- （2021年 - ）

## 音樂CD

### 單曲
| 枚  | 發售日         | 標題   | 規格編號   | 規格編號  | 最高位 |
| 枚  | 發售日         | 標題   | 初回限定盤 | 通常盤    | 最高位 |
| --- | -------------- | ------ | ---------- | --------- | ------ |
| 1st | 2019年11月13日 | for... | AZZS-97    | AZCS-2078 | 7位    |

### 專輯
| 枚  | 發售日        | 標題          | 規格編號                                        | 規格編號  | 規格編號   | 最高位 |
| 枚  | 發售日        | 標題          | 初回限定盤                                      | 通常盤    | 會員限定盤 | 最高位 |
| --- | ------------- | ------------- | ----------------------------------------------- | --------- | ---------- | ------ |
| 1st | 2020年3月31日 | Curtain raise | AZZS-102（初回限定盤A） AZZS-103（初回限定盤B） | AZCS-1089 | AZNT-50    | 6位    |

### 迷你專輯
| 枚  | 發售日        | 標題         | 規格編號   | 規格編號  | 最高位 |
| 枚  | 發售日        | 標題         | 初回限定盤 | 通常盤    | 最高位 |
| --- | ------------- | ------------ | ---------- | --------- | ------ |
| 1st | 2019年6月19日 | Principal    | AZZS-88    | AZCS-1081 | 4位    |
| 2nd | 2021年2月24日 | フィクション | AZZS-113   | AZCS-1097 | 14位   |
| 3rd | 2022年8月9日  | ノスタルジー | AZZS-127   | AZCS-1107 |        |

### 配信限定
| 发售日        | 名称          |
| ------------- | ------------- |
| 2019年4月4日  | ORDINARY LOVE |
| 2019年5月30日 | Principal     |

### 商業搭配
| 歌曲          | 商業搭配                                            | 時期   |
| ------------- | --------------------------------------------------- | ------ |
| ORDINARY LOVE | 電視動畫《川柳少女》片尾曲                          | 2019年 |
| for...        | 電視動畫《戰×戀》片頭曲                             | 2019年 |
| Dream hopper  | 電視動畫《裝甲娘戰機》片頭曲                        | 2021年 |
|               | 電視動畫《躍動青春》片尾曲                          | 2023年 |
| Is this love? | 電視動畫《黑岩目高不把我的可愛放在眼裡》第2部片尾曲 | 2025年 |

### 角色歌
| 發行日期 | 標題                                      | 名義 | 曲名                                                               | 商業搭配                   |
| 2015年   | 2015年                                    | 2015年 | 2015年                                                             | 2015年                     |
| -------- | ----------------------------------------- | --- | ------------------------------------------------------------------ | -------------------------- |
| 10月7日  | 你的心靈是否光芒閃耀？                    | Aqours 高海千歌（伊波杏樹）、櫻內梨子（逢田梨香子）、松浦果南（諏訪奈奈香）、黑澤黛雅（小宮有紗）、渡邊曜（齊藤朱夏）、津島善子（小林愛香）、國木田花丸（高槻加奈子）、小原鞠莉（鈴木愛奈）、黑澤露比（降幡愛）                                    | 「你的心靈是否光芒閃耀？」 「Step! ZERO to ONE」 「Aqours☆HEROES」 | LoveLive! Sunshine!!       |
| 2016年   |                                           | |                                                                    |                            |
| 4月27日  | 想在AQUARIUM戀愛                          | Aqours 高海千歌（伊波杏樹）、櫻內梨子（逢田梨香子）、松浦果南（諏訪奈奈香）、黑澤黛雅（小宮有紗）、渡邊曜（齊藤朱夏）、津島善子（小林愛香）、國木田花丸（高槻加奈子）、小原鞠莉（鈴木愛奈）、黑澤露比（降幡愛）                                    | 「想在AQUARIUM戀愛」 「等著愛的歌」 「哪怕是望塵莫及的繁星」       | LoveLive! Sunshine!!       |
| 6月8日   | Strawberry Trapper                        | Guilty Kiss 櫻內梨子（逢田梨香子）、津島善子（小林愛香）、小原鞠莉（鈴木愛奈） | 「Strawberry Trapper」 「Guilty Night, Guilty Kiss!」              | LoveLive! Sunshine!!       |
| 7月20日  | 青空Jumping Heart                         | Aqours 高海千歌（伊波杏樹）、櫻內梨子（逢田梨香子）、松浦果南（諏訪奈奈香）、黑澤黛雅（小宮有紗）、渡邊曜（齊藤朱夏）、津島善子（小林愛香）、國木田花丸（高槻加奈子）、小原鞠莉（鈴木愛奈）、黑澤露比（降幡愛）                                    | 「青空Jumping Heart」 「ハミングフレンド」                         | LoveLive! Sunshine!!       |
| 8月3日   | 下定決心Hand in Hand/最喜歡的話就沒問題！ | 二年級組 高海千歌（伊波杏樹）、櫻內梨子（逢田梨香子）、渡邊曜（齊藤朱夏） | 「決めたよHand in Hand」 「ダイスキだったらダイジョウブ!」         | LoveLive! Sunshine!!       |
| 8月20日  | 從訴說夢想到歌唱夢想                      | Aqours 高海千歌（伊波杏樹）、櫻內梨子（逢田梨香子）、松浦果南（諏訪奈奈香）、黑澤黛雅（小宮有紗）、渡邊曜（齊藤朱夏）、津島善子（小林愛香）、國木田花丸（高槻加奈子）、小原鞠莉（鈴木愛奈）、黑澤露比（降幡愛）                                    | 「ユメ語るよりユメ歌おう」 「サンシャインぴっかぴか音頭」          | LoveLive! Sunshine!!       |
| 9月14日  | 想用夢照亮夜空/不成熟的DREAMER            | Aqours 高海千歌（伊波杏樹）、櫻內梨子（逢田梨香子）、松浦果南（諏訪奈奈香）、黑澤黛雅（小宮有紗）、渡邊曜（齊藤朱夏）、津島善子（小林愛香）、國木田花丸（高槻加奈子）、小原鞠莉（鈴木愛奈）、黑澤露比（降幡愛）                                    | 「夢で夜空を照らしたい」 「未熟DREAMER」                           | LoveLive! Sunshine!!       |
| 11月9日  | 思念合而為一吧/MIRAI TICKET               | Aqours 高海千歌（伊波杏樹）、櫻內梨子（逢田梨香子）、松浦果南（諏訪奈奈香）、黑澤黛雅（小宮有紗）、渡邊曜（齊藤朱夏）、津島善子（小林愛香）、國木田花丸（高槻加奈子）、小原鞠莉（鈴木愛奈）、黑澤露比（降幡愛）                                    | 「想いよひとつになれ 」 「MIRAI TICKET」                           | LoveLive! Sunshine!!       |
| 11月23日 | 不會停止的Jingle Bell                     | Aqours 高海千歌（伊波杏樹）、櫻內梨子（逢田梨香子）、松浦果南（諏訪奈奈香）、黑澤黛雅（小宮有紗）、渡邊曜（齊藤朱夏）、津島善子（小林愛香）、國木田花丸（高槻加奈子）、小原鞠莉（鈴木愛奈）、黑澤露比（降幡愛）                                    | 「ジングルベルがとまらない」 「聖なる日の祈り」                    | LoveLive! Sunshine!!       |
| 2019年   |                                           | |                                                                    |                            |
| 11月20日 | UP-DATE × PLEASE!!! ver 3.4.5             | 早乙女三沙（清水彩香）、早乙女四乃（逢田梨香子）、早乙女五夜（加隈亞衣） | 「UP-DATE × PLEASE!!! ver 3.4.5」                                  | 電視動畫『戰×戀』片尾曲    |
| 11月20日 | UP-DATE × PLEASE!!! ver 3.4.5             | 早乙女一千花（内山夕實）、早乙女二葉（原由實）、早乙女三沙（清水彩香）、早乙女四乃（逢田梨香子）、早乙女五夜（加隈亞衣）、早乙女六海（日高里菜）、早乙女七樹（本渡楓）、早乙女八雲（河瀨茉希）、早乙女九瑠璃（小岩井小鳥）                         | 「UP-DATE × PLEASE!!!!!!!!!」                                      | 電視動畫『戰×戀』          |
| 11月20日 | UP-DATE × PLEASE!!! 全巻購入特典CD        | 早乙女一千花（内山夕實）、早乙女二葉（原由實）、早乙女三沙（清水彩香）、早乙女四乃（逢田梨香子）、早乙女五夜（加隈亞衣）、早乙女六海（日高里菜）、早乙女七樹（本渡楓）、早乙女八雲（河瀨茉希）、早乙女九瑠璃（小岩井小鳥）、亞久津拓真（廣瀨裕也） | 「UP-DATE × PLEASE!!!!!!!!! Ver. X」                               | 電視動畫『戰×戀』          |
| 2020年   |                                           | |                                                                    |                            |
| 5月27日  | 隱瞞之事 印象專輯 feat.君は天然色         | 千田奈留（逢田梨香子） | 「君は天然色」                                                     | 電視動畫『隱瞞之事』       |
| 2021年   |                                           | |                                                                    |                            |
| 8月25日  | 歌劇少女！！ BD第1巻特典CD                | 奈良田愛（花守ゆみり）、小園桃（逢田梨香子） | 「ごめんねLOVE」                                                   | 電視動畫『歌劇少女！！』   |
| 8月25日  | 歌劇少女！！ BD第1巻特典CD                | 小園桃（逢田梨香子） | 「ごめんねLOVE」                                                   | 電視動畫『歌劇少女！！』   |
| 11月24日 | High tide girl                            | 海咲野空空琉（伊藤美来）、宮澤風花（逢田梨香子） | 「君といたアクアトープ」                                           | 電視動畫『白沙的Aquatope』 |

## 外部連結
- 逢田梨香子 Official Website （页面存档备份，存于）（日語）
- 逢田梨香子｜タレント・声優｜賢プロダクション （页面存档备份，存于）（日語）
- 逢田梨香子 (@Rikako_Aida) | Twitter （页面存档备份，存于）（日語）
- 逢田梨香子（@aida_rikako_）• Instagram （页面存档备份，存于）（日語）